# Carruanthus ringens
Carruanthus ringens là một loài thực vật có hoa trong họ Phiên hạnh. Loài này được (L.) Boom mô tả khoa học đầu tiên năm 1959.